# Европски зец
Зец или европски зец, дивљи зец, пољски зец (лат. Lepus europaeus) је врста сисара из породице зечева (лат. Leporidae). Природни ареал врсте је већи део Европе и део југозападне и централне Азије, људском активношћу врста је уведена у делове Аустралије, као и Јужне и Северне Америке.

## Опис
Европски зец је, као и друге врсте зечева, прилагођен брзом трчању. Очи су му постављене високо, са бочних страна главе, уши су дуге, а врат флексибилан. Зуби зеца расту непрекидно током целог живота, секутићи јединице су прилагођени глодању, док секутићи двојке нису функционални, а кутњаци су прилагођени уситњавању биљне хране. Постоји јаз између секутића и кутњака.
Мускулатура европског зеца је прилагођена брзом трчању. Европски зечеви такође имају широке ноздрве и велико срце.
Европски зец је једна од највећих врста из породице зечева. Дужина тела (са главом) достиже 60-75 cm, док реп достиже дужину од 7,2-11 cm. Тежи 3-5 kg. Уши су дуге од 9,4 до 11,0 cm, а задњи удови између 14 и 16 cm.

## Распрострањеност и станиште
Европски зец насељава велики део европског континента и део југозападне и централне Азије, где је аутохтона врста. Ареал европског зеца се простире од северне Шпаније, до јужне Скандинавије, источне Европе и северних делова Југозападне и Централне Азије. Врста проширује свој ареал природним путем насељавањем Сибира.
Могуће је да је су у Велику Британију европског зеца донели Римљани, пре око 2.000 година. Пре тог времена не постоје трагови његовог постојања на острву. Слично се можда десило и на неким медитеранским острвима. Пренети су као ловна дивљач у Северну Америку (Онтарио и држава Њујорк, а неуспешних покушаја је било и у државама Пенсилванија, Масачусетс и Конектикат), Јужну Америку (Бразил, Чиле, Уругвај, Аргентину, Парагвај, Боливију, Перу и Фолкландска острва), Аустралију, на оба главна острва Новог Зеланда и јужна руска тихоокеанска острва.
Зечеви углавном живе на отвореним пољима у којима постоји и жбунаста вегетација која им пружа заклон. Веома су прилагодљиви и бројни су у близини пољопривредних површина на којима се узгаја велики број различитих пољопривредних култура.

## Исхрана
Европски зец је претежно биљојед. Храни се травом, коровом, али и пољопривредним усевима када постоји мањак његове уобичајене хране. Током пролећа и лета, храни се сојом, детелином и кукурузом, али и травом и разним другим биљем. Током јесени и зиме, претежно се храни озимом пшеницом, као храном коју му остављају ловци, шаргарепом и шећерном репом. Такође се током зиме храни и гранчицама, изданцима и кором грмова и младог дрвећа.

## Угроженост
Европски зец као аутохтона врста насељава велики део Европе и мањи део Азије, а такође је пренет у велики број земаља широм света, често као ловна дивљач. Сматра се да га у областима у којима је аутохтон има у умерено великом броју, али је од 1960-их примећено смањење популација у многим областима.
Према Међународној унији за заштиту природе (IUCN) европски зец није угрожена врста и постоји мали ризик од његовог изумирања. Ипак, у областима где постоје мале популације, постоји ризик од локалног изумирања, због чега постоји опасност од смањења генетске разноврсности унутар врсте. Ово је нарочито присутно у северној Шпанији и у Грчкој, где пуштање на слободу зечева донетих из других области, да би се повећала њихова популација, представља опасност по локални генетски резервоар. Да би се то спречило, основана су узгајалишта локалних зечева у Шпанији, а такође је, да би се повећала генетска разноврсност, спровођен програм реалокације једног броја јединки унутар Шпаније.